# Howard Shoup
Howard Shoup (* 29. August 1903; † 29. Mai 1987) war ein US-amerikanischer Kostümbildner, der fünf Mal für den Oscar für das beste Kostümdesign nominiert wurde und damit neben Patricia Norris und Piero Tosi zu denjenigen gehört, die am häufigsten in dieser Kategorie nominiert wurden ohne den Oscar zu erhalten.

## Leben
Shoup begann seine Tätigkeit als Kostümbildner 1937 für den Film Her Husband’s Secretary und war in seiner 30-jährigen Karriere an der Ausstattung von über 160 Filmen beteiligt.
Bei der Oscarverleihung 1960 wurde er erstmals für den Oscar für das beste Kostümdesign nominiert und zwar für den Schwarzweißfilm Der Mann aus Philadelphia (1959). Weitere Oscar-Nominierungen in der Kategorie bestes Kostümdesign bei Schwarzweißfilmen folgten 1961 für J.D., der Killer, 1962 für Claudelle und ihre Liebhaber (1961), 1965 für Prinzgemahl im weißen Haus (1964) sowie zuletzt bei der Oscarverleihung 1966 für Nymphomania (1965).
Während seiner Laufbahn arbeitete er dabei mit Filmregisseuren wie Vincent Sherman, Budd Boetticher, Gordon Douglas, Curtis Bernhardt, Walter Grauman, André De Toth, Lewis Milestone, Stuart Rosenberg und Vincente Minnelli zusammen.

## Filmografie (Auswahl)
- 1937: Ready, Willing and Able
- 1937: Slim
- 1937: Varsity Show
- 1937: Ein Kerl zum Verlieben (The Perfect Specimen)
- 1938: Vier Leichen auf Abwegen (A Slight Case of Murder)
- 1938: Im Garten des Mondes (Garden of the Moon)
- 1938: Going Places
- 1939: Allein gegen die Unterwelt (Blackwell's Island)
- 1939: Vier Töchter räumen auf (Daughters Courageous)
- 1939: Todesangst bei jeder Dämmerung (Each Dawn I Die)
- 1939: Geheimagenten (Espionage Agent)
- 1940: Paul Ehrlich – Ein Leben für die Forschung (Dr. Ehrlich's Magic Bullet)
- 1940: Ein Nachtclub für Sarah Jane (It All Came True)
- 1940: Tropische Zone (Torrid Zone)
- 1940: Orchid, der Gangsterbruder (Brother Orchid)
- 1940: Das Ultimatum für Bohrturm L 9 (Flowing Gold)
- 1940: Im Taumel der Weltstadt (City for Conquest)
- 1940: Zum Bösen verdammt (East of the River)
- 1940: Der Familientyrann (Father Is a Prince)
- 1941: Mr. X auf Abwegen (Footsteps in the Dark)
- 1941: Ufer im Nebel (Out of the Fog)
- 1941: Agenten der Nacht (All Through the Night)
- 1942: Helden der Lüfte (Captains of the Clouds)
- 1942: Thema: Der Mann (The Male Animal)
- 1942: Schatten am Fenster (Fingers at the Window)
- 1942: Tarzans Abenteuer in New York (Tarzan's New York Adventure)
- 1942: Sieben junge Herzen (Seven Sweethearts)
- 1942: Gespensterjagd in Dixie (Whistling in Dixie)
- 1943: Bühne frei für Lily Mars (Presenting Lily Mars)
- 1943: Ein Häuschen im Himmel (Cabin in the Sky)
- 1952: Gauner mit weißer Weste (Stop, You're Killing Me)
- 1952: Jazz Singer (The Jazz Singer)
- 1953: Zurück am Broadway (She's Back on Broadway)
- 1953: Das Kabinett des Professor Bondi (House of Wax)
- 1953: Unschuldig gejagt (No Escape)
- 1953: Zentrale Chikago (The System)
- 1953: Ein Herz aus Gold (So Big)
- 1954: Man soll nicht mit der Liebe spielen (Young at Heart)
- 1955: Es geschah in einer Nacht  (Pete Kelly's Blues)
- 1955: Wolkenstürmer (The McConnell Story)
- 1955: Ihr sehr ergebener … (Sincerely Yours)
- 1955: Verdammt zum Schweigen (The Court-Martial of Billy Mitchell)
- 1956: Serenade
- 1956: Na, na, Fräulein Mutti! (Bundle of Joy)
- 1957: Weib ohne Gewissen (The Unholy Wife)
- 1957: Ein Leben im Rausch (The Helen Morgan Story)
- 1957: Bomber B-52 (Bombers B-52)
- 1958: Durchbruch bei Morgenrot (The Deep Six)
- 1958: Links und rechts vom Ehebett (I Married a Woman)
- 1958: Der Zwiebelkopf (Onionhead)
- 1958: Messer an der Kehle (Westbound)
- 1958: Bevor die Nacht anbricht (Home Before Dark)
- 1958: Die Liebe der Marjorie Morningstar (Marjorie Morningstar)
- 1959: Der Mann aus Philadelphia (The Young Philadelphians)
- 1959: Die Sommerinsel (A Summer Place)
- 1960: Titanen (Ice Palace)
- 1960: Eine Frau für zwei Millionen (Cash McCall)
- 1960: J.D., der Killer (The Rise and Fall of Legs Diamond)
- 1960: Jeder zahlt für seine Schuld (The Bramble Bush)
- 1960: Frankie und seine Spießgesellen (Ocean's 11)
- 1960: SOS für Flug T 17 (The Crowded Sky)
- 1961: Rivalen um die Macht (A Fever in the Blood)
- 1961: Tote können nicht mehr singen (Portrait of a Mobster)
- 1961: Sein Name war Parrish (Parrish)
- 1961: Claudelle und ihre Liebhaber (Claudelle Inglish)
- 1961: Nur eine einzige Nacht (Susan Slade)
- 1962: Abenteuer in Rom (Rome Adventure)
- 1962: Gypsy – Königin der Nacht (Gypsy)
- 1963: Zwei Frauen um Joe (Wall of Noise)
- 1963: Ein Kind wartet (A Child Is Waiting)
- 1964: Die blaue Eskadron (A Distant Trumpet)
- 1964: Prinzgemahl im Weißen Haus (Kisses for My President)
- 1964: Ein Mann kam nach New York (Youngblood Hawke)
- 1965: Nymphomania (A Rage to Live)
- 1966: Mord aus zweiter Hand (An American Dream)
- 1967: Das Hotel (Hotel)
- 1967: O Vater, armer Vater, Mutter hängt dich in den Schrank und ich bin ganz krank (Oh Dad, Poor Dad, Mamma’s Hung You in the Closet and I’m Feelin’ So Sad)
- 1967: Der Unbeugsame (Cool Hand Luke)
- 1969: So reisen und so lieben wir (If It’s Tuesday, This Must Be Belgium)